# Hassfurt
Hassfurt (tysk stavning: Haßfurt) är en stad  cirka fyra mil nordost om Würzburg i Landkreis Haßberge i Regierungsbezirk Unterfranken i förbundslandet Bayern i Tyskland. Folkmängden uppgår till cirka 14 000 invånare.